# 徳島県立富岡東高等学校羽ノ浦校
徳島県立富岡東高等学校羽ノ浦校（とくしまけんりつ とみおかひがしこうとうがっこう はのうらこう）は、徳島県阿南市羽ノ浦町中庄市にある県立高等学校。富岡東高校の分校である。

## 概要

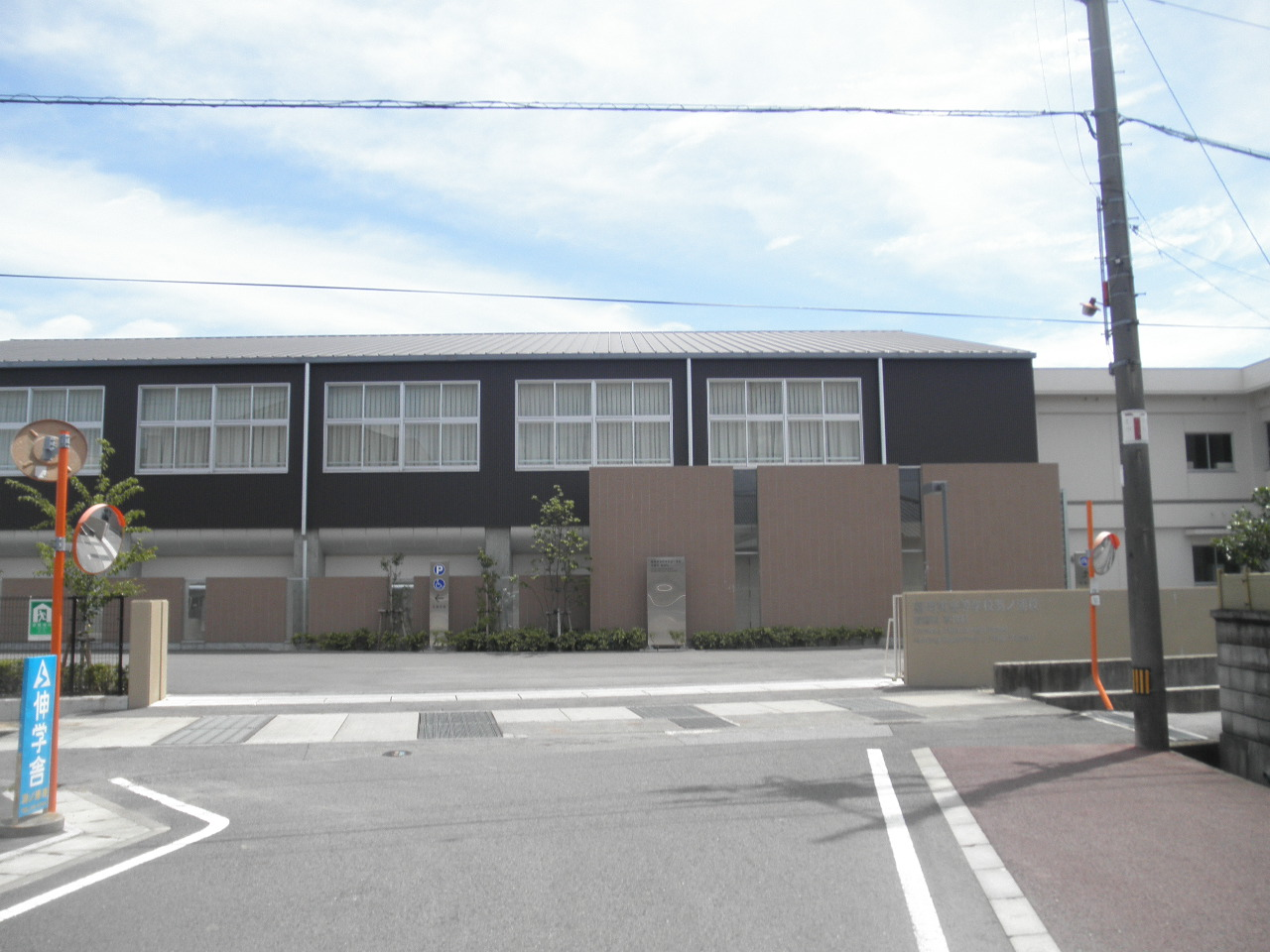
玄関前

徳島県立富岡東高等学校の分校として1948年3月31日に徳島県富岡第二高等学校羽ノ浦分校定時制として開校し、現在は徳島県で唯一、看護科を持つ全日制高等学校である。主に看護師養成機関として機能している。看護師国家試験の受験を目的としてカリキュラムが構成されている。

### 校訓
- 自主[1]
- 協同[1]
- 研学[1]

## 課程

### 現存
- 全日制 - 1963年4月1日から開課される。

### 廃止
- 定時制 - 1948年4月1日に開課し、1963年3月31日に閉課された[4]。

## 設置学科
- 看護科 - 2002年4月1日に本校（徳島県立富岡東高等学校）で開科され、2006年4月1日に当分校に移転した。看護師になる前の看護師国家試験の受験を目的としている[2][4]。

## 専攻科
- 看護科 - 3年間の学科を修了した後、引き続き2年間看護について勉強する課程である。看護師になる前の看護師国家試験の受験を目的としている[5][4]。

### 廃止
- 農業科 - 1950年4月1日に開科し、1955年3月31日に廃科された[4]。
- 衛生看護科 - 1967年4月1日に開科し、2004年3月31日に廃科された[2]。

## 沿革
- 1948年（昭和23年）3月31日 - 徳島県富岡第二高等学校羽ノ浦分校定時制として開校する[2][3]。
- 1963年（昭和38年）4月1日 - 全日制になる[4]。
- 1967年（昭和42年）4月1日 - 衛生看護科を設置する[2][4]。
- 2002年（平成14年）4月1日 - 衛生看護科を募集停止にし、新たに看護科を設置する[2][4]。
- 2004年（平成16年）3月31日 - 衛生看護科を廃科にする[2][4]。
- 2006年（平成18年）4月1日 - 看護科を本校（徳島県立富岡東高等学校）から分校に移転して設置する[2][4]。
- 2007年（平成19年）4月1日 - 富岡東高等学校羽ノ浦分校から富岡東高等学校羽ノ浦校へ校名を変更[2][4]。

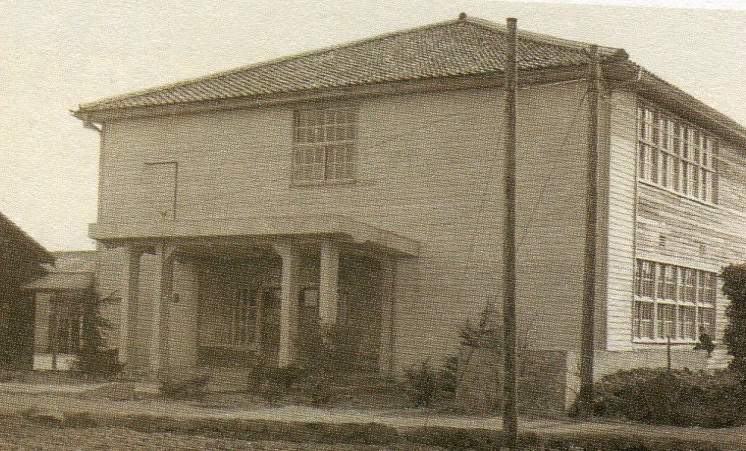
1957年当時の校舎の様子

## 校舎
- 校舎は2006年8月に新築され、体育館は2008年12月に新築された[2]。

## 部活動
- 13部ある[4]。

### 運動部
- 4部ある[4]。
- バレーボール
- ソフトテニス
- バスケットボール
- バドミントン

### 文化部
- 9部ある[4]。
- 茶華道
- 箏曲
- JRC
- 看護研究
- 美術
- 書道
- 文芸
- パソコン
- 写真
- ホープフル

## 周辺
- 阿南市立羽ノ浦小学校
- 阿南市羽ノ浦支所（旧・羽ノ浦町役場）
- 中庄郵便局
- 国道55号
- 徳島県道128号阿南羽ノ浦線
- 徳島県道172号羽ノ浦停車場線
- 徳島県道274号坂野羽ノ浦線

## アクセス

### 公共交通機関
- JR牟岐線 羽ノ浦駅から北へ300m[6]

### 自家用車
- 徳島市から車で約40分・阿南市中心部から車で約20分[6]